# Kathetostoma laeve
Kathetostoma laeve és una espècie de peix pertanyent a la família dels uranoscòpids.

## Descripció
- Pot arribar a fer 75 cm de llargària màxima.[6][7]

## Hàbitat
És un peix marí, demersal i de clima subtropical que viu fins als 60 m de fondària.

## Distribució geogràfica
Es troba a l'Índic oriental: el sud d'Austràlia (des d'Austràlia Occidental fins a Nova Gal·les del Sud).

## Observacions
És inofensiu per als humans.